# Disphyma australe
Disphyma australe là một loài thực vật có hoa trong họ Phiên hạnh. Loài này được (Sol. ex Aiton) J.M.Black mô tả khoa học đầu tiên năm 1932.